# گروه وایز
گروه وایز (انگلیسی: Wise Group) شرکت مدیریت منابع انسانی سوئدی است، که در سال ۱۹۹۱ تأسیس شد.